# Some People (Ton Désir)
„Some People (Ton Désir)” – singel wykonany przez Ocean Drive i DJ Oriska. Singel został napisany przez Johnniego Williamsa, Gilles'a Luka, Nicolasa Carela i Just Umana trzej ostatni wyprodukowali singel. Singel został wydany przez Sony Music Entertainment.
W 2010 roku została wydana wersja Ocean Drive z Aylar Lie zatytułowana „Some People”.

## Lista utworów
- CD singel, maxi-singlel oraz pełne wydanie (2008)[1]

1. „Some People (Ton Désir)” – 3:27
2. „Some People (Ton Désir)” ([V.0] Tom Snare Remix) – 7:14
3. „Some People (Ton Désir)” (Club Extended) – 5:00

Video „Some People (Ton Désir)” – 3:46

## Listy przebojów
| Kraj              | Lista (2009)    | Najwyższa pozycja |
| ----------------- | --------------- | ----------------- |
| Francja           | Top 100 Singles | 8                 |
| Belgia (Walonia)  | Ultratop 40     | 17                |
| Belgia (Flandria) | Ultratop 50     | 30                |
| Holandia          | Single Top 100  | 36                |
| Szwajcaria        | Singles Top 75  | 39                |